# Teorie cauzală a referinței
O teorie cauzală a referinței descrie modul în care termenii dobândesc referenți specifici (în special termeni logici, nume proprii și termeni naturali) bazat pe dovezi. În cazul numelor, o teorie cauzală a referinței presupune că 1) referentul numelui este fixat printr-o numire original (denumită de Saul Kripke „botez inițial”), după care numele devine un designator rigid al acelui obiect; 2) numele este transmis ulterior rin comunicare printr-un lanț cauzal. Saul Kripke și Hilary Putnam au propus extimderea teoriei cauzale și pentru termenii naturali.

## Clasificare
În general, teoriile cauzale ale referinței se pot clasifica în teorii cauzal-istorice ale referinței (versiunea originală), reprezentate în special de Keith Donnellan și Saul Kripke, cu ideea unui lanț cauzal-istoric, și teorii cauzal-descriptive ale referinței, dezvoltate de David Lewis, pe ideea că trebuie să existe un sistem descriptiv minimal ca intermediar la relațiile cauzale dintre vorbitor și obiect.
Teoriile descriptiviste au încercat să elimine anumite contradicții logice dacă numele erau considerate descrieri definite. Kripke a respins valabilitatea acestor teoriile descriptiviste argumentând că nu este nevoie de o descriere unică a identității, se pot utiliza descrieri identificatoare chiar dacă referința nu a fost identificată corect, și o descriere (spre deosebire de un nume) nu poate funcționa ca indicator rigid.
Ulterior, teoriile descriptiviste au extins această idee a descrierii definite la un set de descrieri sau o medie ponderată a acestor descrieri.
Principala critică a teoriei cauzale a fost că modul de comunicare între diferiții utilizatori ai numelui este insuficient de explicat.
Louis deRosset a evidențiat principalele diferențe între teoriile descriptiviste și cele cauzal-istorice:
| Teoriile descriptiviste | Teoriile cauzal-istorice |
| Informațiile personale ajută la determinarea referinței numelui                                                                    | Nu contează informațiile, numai poziția istorică determină referentul numelui                                                             |
| Nu poți fi dezinformat masiv despre referentul numelui                                                                             | Poți să fii masiv dezinformat despre referentul numelui                                                                                   |
| Nu poți fi cu adevărat insuficient informat cu privire la referentul numelui – astfel de situații sunt cazuri de deferență         | Poți fi insuficient informat despre referentul numelui                                                                                    |
| Dacă ești insuficient informat, dar încă folosești un nume pentru un anumit individ, trebuie să te poți gândi la propriile cuvinte | Dacă ești insuficient informat, dar încă folosești un nume pentru un anumit individ, nu este nevoie să te poți gândi la propriile cuvinte |

## Teorii cauzale ale referinței pentru nume proprii
John Stuart Mill a susținut că numele pot fi împărțite în două tipuri: conotative și non-conotative. Numele proprii sunt singurele nume de obiecte care nu sunt conotative și nu au, în mod strict, nicio semnificație.<ref„A System of Logic”. Adelaide.edu (în engleză). John Stuart Mill. 1882. Arhivat din original la 1 iulie 2017. Accesat în 6 iunie 2020.</ref> (Mill 1882)
John Searle susține că fiecare nume propriu este asociat cu un set de descrieri care determină referința. Astfel, numele denotează indirect.
Saul Kripke critică viziunea fregeană susținută de Searle, argumentând că numele sunt direct corelate cu nominatul lor, iar numele proprii sunt designatori rigizi asigurând același individ în orice lume posibilă. Kripke extinde această idee și pentru tipuri naturale de lucruri: uman, câine, aur, apă, care nu ar fi descriptive, ci direct denotative. Hilary Putnam a ajuns, ulterior, la aceeași concluzie.
Gareth Evans prezintă propria sa viziune, în care distinge două tipuri de teorii descriptive: o teorie despre ceea ce un vorbitor denotă printr-un nume și o teorie despre ceea ce denotă un nume în sine.
Ulterior, Searle revine apărându-se împotriva criticilor lui Kripke, introducând conceptele de „conținut intenționat” și ”stare intenționată”.
În definițiile și argumentațiile lor, filosofii s-au folosit de conceptul de lumi posibile, cu lumea reală ca una dintre multele lumi posibile. Fiecare declarație este fie adevărată, fie falsă, în orice lume posibilă. Avem, astfel, propoziții adevărate (cele care sunt adevărate în lumea reală), false (care sunt false în lumea reală), posibile (cele care sunt adevărate în cel puțin o lume posibilă), imposibile (sau, în mod necesar propoziții false, cele care nu sunt adevărate în nicio lume posibilă), necesar adevărate (cele care sunt adevărate în toate lumile posibile) și contingente (cele care sunt adevărate în unele lumi posibile și false în altele). Saul Kripke a introdus pentru prima dată o semantică a logicii modale, în care o afirmație posibilă este adevărată în cel puțin o lume posibilă, iar o afirmație necesară este adevărată în toate lumile posibile.